# Lamkówko
Lamkówko – wieś w Polsce położona w województwie warmińsko-mazurskim, w powiecie olsztyńskim, w gminie Barczewo. W latach 1975–1998 miejscowość administracyjnie należała do województwa olsztyńskiego.
W miejscowości tej znajduje się Obserwatorium Satelitarne Katedry Astronomii i Geodynamiki Wydziału Geodezji Inżynierii Przestrzennej i Budownictwa Uniwersytetu Warmińsko-Mazurskiego w Olsztynie.
We wsi pomnikowy dąb.